# 田中修 (経済学者)
田中 修（たなか おさむ、1930年2月20日 - 1992年9月29日）は、日本の経済学者。経済学博士（北海道大学）。元・北海学園大学学長。

## 略歴
- 青森県倉石村出身
- 1950年 弘前高等学校 (旧制)卒
- 1953年 北海道大学法経学部卒業後、北海道中頓別高等学校教諭。さらに、同年、北海学園大学経済学部助手。
- 1958年 同経済学部講師
- 1962年 同経済学部助教授
- 1964年 学校法人北海学園評議員
- 1968年 同経済学部教授
- 1970年 同大学院経済学研究科教授
- 1972年 北海学園大学開発研究所所長
- 翌年 同経済学部長・大学院経済学研究科長
- 1976年 同開発研究所所長
- 1979年 同経済学部長・大学院経済学研究科長
- 1984年 同学長・学校法人北海学園理事・評議員（～1992年）
- 1987年 北海道大学より論題「日本資本主義と北海道」で経済学博士の学位を受く[1]
- 1992年 大動脈瘤により札幌市内の病院で死去[2]

### 学外における役職
- 1974年北海道経済学会理事（1985年まで）
- 1975年社会経済史学会評議員（1992年まで）
- 1984年社団法人北海道総合文化開発機構評議員（1992年まで）
- 同年北海道ユネスコ連絡協議会顧問（1992年まで）
- 1986年財団法人北海道地域技術振興センター顧問（1992年まで）[2]

## 研究対象
北海道における場所請負制度や炭鉱・炭山における囚人の強制労働・炭山鉄道の経済効果を研究。この他、開拓期から昭和期に至るまでの北海道経済史も研究。

## エピソード
柴田義人とは、北海道大学の同期卒業であり、北海学園大学に於いてもほぼ同年で講師・助教授・教授となった為、よきライバルであり、良き友人であったという。また、田中は、柴田義人らと共に北海学園大学経済学部草創期を支えた一人。

## 受章歴
正五位勲三等瑞宝章（1992年）

## 著書
- 『近代日本経済史』（日本経済評論社、1980年）
- 『日本資本主義と北海道』（北海道大学図書刊行会、1986年）

## 注
1. ↑  博論データベース
2. 1 2  以上につき、『北海学園大学経済論集 第41巻第3号』（北海学園大学経済学会、1993年12月）

| スタブアイコン | サブスタブ | この項目は、まだ閲覧者の調べものの参照としては役立たない、人物に関連した書きかけの項目です。この項目を加筆・訂正などしてくださる協力者を求めています（P:人物伝/PJ:人物伝）。 |